# الألبوم الرسمي لكأس العالم 2022
الألبوم الرسمي لكأس العالم 2022 وهو ألبوم تجميعي يضم فنانين مختلفين تم إصداره في عام 2022. هذا الألبوم هو الألبوم الموسيقي الرسمي لكأس العالم 2022 في قطر.

## التاريخ
اختار الفيفا المغنية القطرية عائشة بالاشتراك مع المغنى الأمريكي ترينيداد كاردونا والمغني النيجيري دافيدو لأداء الأغنية الرسمية الأولى لكأس العالم 2022، والتي عنوانها "هيا هيا (نحن أفضل معا)"، وقد أُنتجت الأغنية من قبل منتج أسطوانات ومغني المغربي ريدوان، ومن تسجيلات ديف جام الأمريكية. أُصدرت الأغنية رسمياً في 1 أبريل 2022 قبل حفل قرعة كأس العالم 2022. أصدرت الأغنية الثانية في 19 أغسطس 2022 بعنوان "أرحبو" بأداء المغني الكونغولي غيمس والبورتوريكي اوزونا مصحوبة بفيديو موسيقي. الأغنية الثالثة هي "العالم ملك لك" التي قدمها مغني الراب الأمريكي ليل بيبي، بالتعاون مع بدويايزر، وتم إصدارها في 23 سبتمبر 2022 جنبًا إلى جنب مع الفيديو الموسيقي.
الأغنية الرابعة هي "نور السماء" غناء نورة فتحي، منال بنشليخة، رحمة رياض وبلقيس. من تأليف ريدوان وأصدِرت في 7 أكتوبر 2022 مع الفيديو الموسيقي. صدرت الأغنية الخامسة "توكو تاكا" التي قدمتها نيكي ميناج ومالوما وميريام فارس في 17 نوفمبر 2022 إلى جانب الفيديو الموسيقي، لتكون الأغنية الرسمية لمهرجان فيفا للمشجعين. الأغنية الأخيرة هي "الحالمون" للمغني الكوري جانغ-كوك من بي تي أس والتي صدرت في 20 نوفمبر 2022. تم أداؤها مع فهد الكبيسي خلال حفل الافتتاح.

## قائمة الأغاني
| #   | عنوان                                       | تأليف                        | غناء                                      | المدة |
| --- | ------------------------------------------- | ---------------------------- | ----------------------------------------- | ----- |
| 1.  | "الموسيقى الرسمية لكأس العالم قطر 2022"     | زكاري آرون غولدن             |                                           | 1:52  |
| 2.  | "توكو تاكا"                                 | وسيم صليبي                   | نيكي ميناج، ومالوما وميريام فارس          | 2:59  |
| 3.  | "هيا هيا (نحن أفضل معا)"                    | ريدوان                       | ترينيداد كاردونا، دافيدو وعائشة           | 3:27  |
| 4.  | "أرحبو"                                     | ريدوان                       | غيمس واوزونا                              | 3:40  |
| 5.  | "نور السماء"                                | ريدوان                       | نورة فتحي، منال بنشليخة، رحمة رياض وبلقيس | 4:19  |
| 6.  | "الحالمون"                                  | ريدوان                       | جونقكوك                                   | 3:22  |
| 7.  | "هيا هيا (نحن أفضل معا)" (النسخة الإسبانية) | ريدوان                       | ترينيداد كاردونا، دافيدو وعائشة           | 3:27  |
| 8.  | "أرحبو" (النسخة العربية)                    | ريدوان                       | عايد، ناصر الكبيسي وحنين حسين             | 3:23  |
| 9.  | "الحالمون" (النسخة العربية)                 | ريدوان                       | جونقكوك وفهد الكبيسي                      | 3:59  |
| 10. | "العالم ملك لك"                             | رولاند أورزابال وإيان ستانلي | ليل بيبي وتيرز فور فيرز                   | 2:48  |
| 11. | "عز العرب"                                  | تيودور مايند وكريم لطفي      | ويجز                                      | 3:34  |